# ميكيون
ميكيون (ويسكونسن) (بالإنجليزية: Mequon, Wisconsin)‏ هي مدينة و مدينة من الدرجة الرابعة تقع في الولايات المتحدة في مقاطعة أوزاوكي (ويسكونسن). يقدر عدد سكانها بـ 23,132 نسمة ومساحتها 126.31 كم2 وترتفع عن سطح البحر 204 متر.

## التركيبة السكانية
قام مكتب تعداد الولايات المتحدة بتحديد بيانات التركيبة السكانية لميكيونفي تعداد الولايات المتحدة. في ما يلي، التركيبة السكانية حسب تعدادي 2000 و2010.

### تعداد عام 2000
بلغ عدد سكان ميكيون 21,823 نسمة بحسب تعداد عام 2000، وبلغ عدد الأسر 7,861 أسرة وعدد العائلات 6,406 عائلة مقيمة في المدينة. في حين سجلت الكثافة السكانية 472.5 نسمة لكل ميل مربع (182.4/كم2). وبلغ عدد الوحدات السكنية 8,162 وحدة بمتوسط كثافة قدره 176.7 نسمة لكل ميل مربع (68.2/كم2).
وتوزع التركيب العرقي للمدينة بنسبة 94.16% من البيض و 0.10% من الأمريكيين الأصليين و 2.39% من الأمريكيين ذوي الأصول الآسيوية و 0.03% من سكان جزر المحيط الهادئ و 2.25% من الأمريكيين الأفارقة و 0.83% من عرقين مختلطين أو أكثر.
بلغ عدد الأسر 7,861 أسرة كانت نسبة 38.0% منها لديها أطفال تحت سن الثامنة عشر تعيش معهم، وبلغت نسبة الأزواج القاطنين مع بعضهم البعض 74.8% من أصل المجموع الكلي للأسر، ونسبة 4.8% من الأسر كان لديها معيلات من الإناث دون وجود شريك، وكانت نسبة 18.5% من غير العائلات. تألفت نسبة 16.1% من أصل جميع الأسر من أفراد ونسبة 7.4% كانوا يعيش معهم شخص وحيد يبلغ من العمر 65 عاماً فما فوق. وبلغ متوسط حجم الأسرة المعيشية 3.09، أما متوسط حجم العائلات فبلغ 2.75.
بلغ العمر الوسطي للسكان 42 عاماً. وكانت نسبة 28.1% من القاطنين تحت سن الثامنة عشر، وكانت نسبة 4.2% بين الثامنة عشر والأربعة وعشرون عاماً، ونسبة 22.9% كانت واقعةً في الفئة العمرية ما بين الخامسة والعشرون حتى والأربعة وأربعون عاماً، ونسبة 31.2% كانت ما بين الخامسة والأربعون حتى الرابعة والستون، ونسبة 13.6% كانت ضمن فئة الخامسة والستون عاماً فما فوق. يوجد لكل 100 أنثى 97.4 ذكر، ويوجد لكل 100 أنثى في الثامنة عشر من عمرها فما فوق 93.8 ذكر.
وكان متوسط دخل الذكور 72,762 دولار مقابل 40,280 دولار للإناث. وسجل دخل الفرد الخاص بالمدينة 48,333 دولار. وكانت نسبة 1.3% من العائلات ونسبة 1.7% من السكان تحت خط الفقر، وكان من هؤلاء نسبة 1.2% تحت سن الثامنة عشر ونسبة 2.7% في الخامسة والستين من العمر وما فوق.

### تعداد عام 2010
بلغ عدد سكان ميكيون 23,132 نسمة بحسب تعداد عام 2010، وبلغ عدد الأسر 8,598 أسرة وعدد العائلات 6,561 عائلة مقيمة في المدينة. في حين سجلت الكثافة السكانية 499.8 نسمة لكل ميل مربع (193.0/كم2). وبلغ عدد الوحدات السكنية 9,145 وحدة بمتوسط كثافة قدره 197.6 لكل ميل مربع (76.3/كم2).
وتوزع التركيب العرقي للمدينة بنسبة 92.0% من البيض و 0.1% من الأمريكيين الأصليين و 3.6% من الأمريكيين ذوي الأصول الآسيوية و 2.8% من الأمريكيين الأفارقة و 1.2% من عرقين مختلطين أو أكثر.
بلغ عدد الأسر 8,598 أسرة كانت نسبة 32.4% منها لديها أطفال تحت سن الثامنة عشر تعيش معهم، وبلغت نسبة الأزواج القاطنين مع بعضهم البعض 68.9% من أصل المجموع الكلي للأسر، ونسبة 5.1% من الأسر كان لديها معيلات من الإناث دون وجود شريك، بينما كانت نسبة 2.4% من الأسر لديها معيلون من الذكور دون وجود شريكة وكانت نسبة 23.7% من غير العائلات. تألفت نسبة 20.3% من أصل جميع الأسر من أفراد ونسبة 11.3% كانوا يعيش معهم شخص وحيد يبلغ من العمر 65 عاماً فما فوق. وبلغ متوسط حجم الأسرة المعيشية 2.97، أما متوسط حجم العائلات فبلغ 2.56.
بلغ العمر الوسطي للسكان 45.9 عاماً. وكانت نسبة 23.1% من القاطنين تحت سن الثامنة عشر، وكانت نسبة 9.2% بين الثامنة عشر والأربعة وعشرون عاماً، ونسبة 16.2% كانت واقعةً في الفئة العمرية ما بين الخامسة والعشرون حتى والأربعة وأربعون عاماً، ونسبة 34.1% كانت ما بين الخامسة والأربعون حتى الرابعة والستون، ونسبة 17.3% كانت ضمن فئة الخامسة والستون عاماً فما فوق. وتوزع التركيب الجنسي للسكان بنسبة 48.6% ذكور و51.4% إناث.